# Pulga
Pulga war ein spanischer Hersteller von Automobilen.

## Unternehmensgeschichte
Das Unternehmen aus Ontinyent begann 1952 mit der Entwicklung von Automobilen. Die Konstrukteure waren Juan Labrés und Vicente Mas. 1955 startete die Produktion, die 1957 nach etwa 60 hergestellten Exemplaren endete.

## Fahrzeuge
Das einzige Modell war ein Dreirad. Für den Antrieb sorgte ein oberhalb des Vorderrades angebrachter Einzylinder-Zweitaktmotor von Hispano Villiers mit 197 cm³ Hubraum. Die bauartbedingte Höchstgeschwindigkeit war mit 75 km/h angegeben. Die offene Karosserie bot Platz für zwei Personen. Die Fahrzeuglänge betrug 240 cm, die Fahrzeugbreite 140 cm.